# Hard Normal Daddy
Hard Normal Daddy è il secondo album in studio del musicista britannico Squarepusher, pubblicato nel 1997.

## Tracce
1. Cooper's World – 5:09
2. Beep Street – 6:37
3. Rustic Raver – 5:08
4. Anirog D9 – 1:11
5. Chin Hippy – 3:16
6. Papalon – 8:10
7. E8 Boogie – 8:13
8. Fat Controller – 5:38
9. Vic Acid – 3:07
10. Male Pill Part 13 – 8:38
11. Rat/P's and Q's – 4:33
12. Rebus – 2:47